# Kobelniki
Kobelniki – osada w Polsce położona w województwie kujawsko-pomorskim, w powiecie inowrocławskim, w gminie Złotniki Kujawskie.
W latach 1975–1998 osada administracyjnie należała do województwa bydgoskiego.

## Zabytki
Według rejestru zabytków NID na listę zabytków wpisany jest zespół dworski z 2 poł. XIX w., nr rej.: A/282/1-4 z 7.10.1991:
- park
- 2 obory, obecnie chlewnie
- stodoła.